# Església de Sant Francesc (l'Alguer)
L'església de Sant Francesc és un lloc de culte situat en el centre històric de la ciutat de l'Alguer (Sardenya). És un dels millors exemples del gòtic català a Sardenya. Les parts originals gòtiques catalanes es poden veure a l'altar major, a les capelles del presbiteri i a la capella del Santíssim Sacrament. El campanar és de la primera meitat del segle xvi.